# Irwin Goodman
Antti Yrjö Hammarberg (né le 14 septembre 1943 à Hämeenlinna et mort le 14 janvier 1991 à Hamina), de son nom d'artiste Irwin Goodman, est un chanteur et compositeur finlandais,.

## Carrière

### Styles
Irwin Goodman est un chanteur folk avec l'image d'un chiot ivre maigre et maléfique. 
Son style va du folk semi-acoustique à la musique d'inspiration rock électronique. 
Certaines de ses chansons les plus réussies combinent schlager et musique de variétés finlandaise.
Irwin Goodman est l'un des premiers artistes finlandais à ne pas se contenter de traductions mais à composer ses propres chansons. 
En tout, Irwin Goodman a enregistré plus de 200 de ses propres compositions. 
À quelques exceptions près, les paroles des chansons de Goodman ont été écrites par Vexi Salmi.
Goodman a commencé sa carrière avec des chants de révolte, mais sa production musicale s'est progressivement déplacée vers une musique rythmique plus ordinaire peu de temps après ses premiers enregistrements.
À partir du milieu des années 1980, sa musique a commencé à combiner la musique de variété et le rock.
À partir du milieu des années 1980, Kassu Halonen devient son principal compositeur, car Irwin Goodman n'est plus en mesure de composer en raison de la surdité d'une de ses oreilles.

### Irwin Goodman et Vexi Salmi
Antti Hammarberg a toujours joué de la musique avec son ami d'enfance Veikko Salmi dit Vexi Salmi.
Selon Vexi Salmi, l'artiste Irwin Goodman n'aurait pas pu exister sans Vexi, qui a écrit les chansons d'Irwin, et Vexi sans Irwin, qui a composé les paroles de Vexi. 
Salmi a également inventé le nom d'artiste Irwin Goodman pour Antti Hammarberg.
La musique d'Irwin était appréciée par les ouvriers, par les hommes non scolarisés ou en école professionnelle ou encore par les chômeurs de 25 à 35 ans. 
Ce public avait souvent un travail physique intense et, par conséquent, les activités de loisirs comportait souvent une forte consommation d'alcool.

## Discographie

### Albums
- Irwinismi (1966)
- Ei tippa tapa (1966)
- Osta minut (1967)
- Reteesti vaan (1968)
- Irwin Goodman (1970)
- St. Pauli ja Reeperbahn (1970)[6]
- Lonkalta (avec Esa Pakarinen) (1971)
- Poing poing poing (1971)[6]
- Kohta taas on joulu (1972)
- Las Palmas (1972)[6]
- Si si si (1974)
- Häirikkö (1976)[6]
- Kolmastoista kerta (1977)
- Inkkareita ja länkkäreitä (1977)

- Cha cha cha (1978)
- Tyttö tuli (1978)
- Kulkurin kulta (avec Hanne) (1979)
- Keisari Irwin I (1979)
- Lauluja lapsille (1982)[7]
- Uudet protestilaulut (1983)[7]
- Härmäläinen perusjuntti (1984)[6]
- Dirly dirly dee (1985)
- Rentun ruusu (1988)[8]
- Vuosikerta -89 (1989)[6]
- Hurraa! Me teemme laivoja (1990)
- Ai ai ai kun nuori ois (1990)
- Ennenkuulumattomat –
Lauluja suomalaisille (2015)

### Compilations
- Viisi vuotta, vaan ei suotta 1965–1970 (1970)
- Kolme vuotta ihan suotta 1962–1965 (1971)
- Harvat ja valitut (1973)
- Irwin Goodman Story (1977)
- Parhaat päältä (1978)
- Irwin niin kuin haluat (1978)
- Unohtumattomat (1979)
- Reteesti (1983)
- 28 reteintä (1987)
- Rentun rallit (1988)
- Irwin Goodman (1988)
- Irwinin parhaat (1989)
- Viimeiset laulut (1991)[6]
- Laulajan testamentti (1991)
- Irwin Goodman (1992)

- Toivotut (1992)
- Irwin 50 vuotta Remix (1993)
- Irwin 1943–1991 (1994)
- 20 suosikkia – Ryysyranta (1995)
- Vain elämää|20 suosikkia – Vain elämää (1996)
- 20 suosikkia – Rentun ruusu (1997)
- 20 suosikkia – Laulajan testamentti (1998)
- 20 suosikkia – Salainen agentti (1999)
- Rentun Ruusut[9] (2000)[8]
- Erikoiset (2001)
- Kellarissa, lavalla ja studiossa (2003)
- Nostalgia (2005)
- Tähtisarja – 30 suosikkia (2006)
- Vain elämää (2010)[10]
- Vain elämää – 44 reteetä rallia (2010)[11]